# 多紋纖巨口魚
多紋纖巨口魚（学名：Leptostomias multifilis）为輻鰭魚綱巨口鱼目巨口鱼科的其中一種。分布於西北太平洋的日本海域，為深海魚類，體長可達19公分。

## 扩展阅读
維基物種上的相關：多紋纖巨口魚